# Sorghastrum
Sorghastrum is een geslacht uit de grassenfamilie (Poaceae). De soorten van dit geslacht komen voor in Afrika, Australazië, Noord-Amerika en Zuid-Amerika.

## Soorten
Van het geslacht zijn de volgende soorten bekend:
- Sorghastrum agrostoides
- Sorghastrum albescens
- Sorghastrum amazonicum
- Sorghastrum amplum
- Sorghastrum apalachicolense
- Sorghastrum avenaceum
- Sorghastrum balansae
- Sorghastrum bipennatum
- Sorghastrum brunneum
- Sorghastrum canescens
- Sorghastrum chasae
- Sorghastrum contractum
- Sorghastrum elliotii
- Sorghastrum elliottii
- Sorghastrum flexuosum
- Sorghastrum francavillanum
- Sorghastrum friesii
- Sorghastrum fuscescens
- Sorghastrum incompletum
- Sorghastrum liebmannianum
- Sorghastrum linnaeanum
- Sorghastrum micratherum
- Sorghastrum minarum
- Sorghastrum nudipes
- Sorghastrum nutans
- Sorghastrum parviflorum
- Sorghastrum pellitum
- Sorghastrum pilgeri
- Sorghastrum pipennatum
- Sorghastrum pogonostachyum
- Sorghastrum pohlianum
- Sorghastrum rigidifolium
- Sorghastrum scaberrimum
- Sorghastrum secundum
- Sorghastrum setosum
- Sorghastrum stipoides
- Sorghastrum tisserantii
- Sorghastrum trichocladum
- Sorghastrum trichopus
- Sorghastrum trollii
- Sorghastrum viride